# 拉維奇 (波蘭)

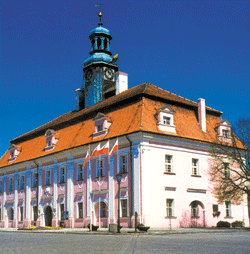

拉維奇是波蘭的城鎮，位於該國中部，由大波蘭省負責管轄，始建於1638年，面積7.81平方公里，2006年人口21,301。在第二次瓜分波蘭中，該鎮被納入普魯士王國管治範圍。

## 外部連結
- Municipal Website （页面存档备份，存于）
- Rawicz Yizkor (Holocaust Memorial) Book （页面存档备份，存于）

51°37′N 16°53′E / 51.617°N 16.883°E